# Lennart Bernadotte

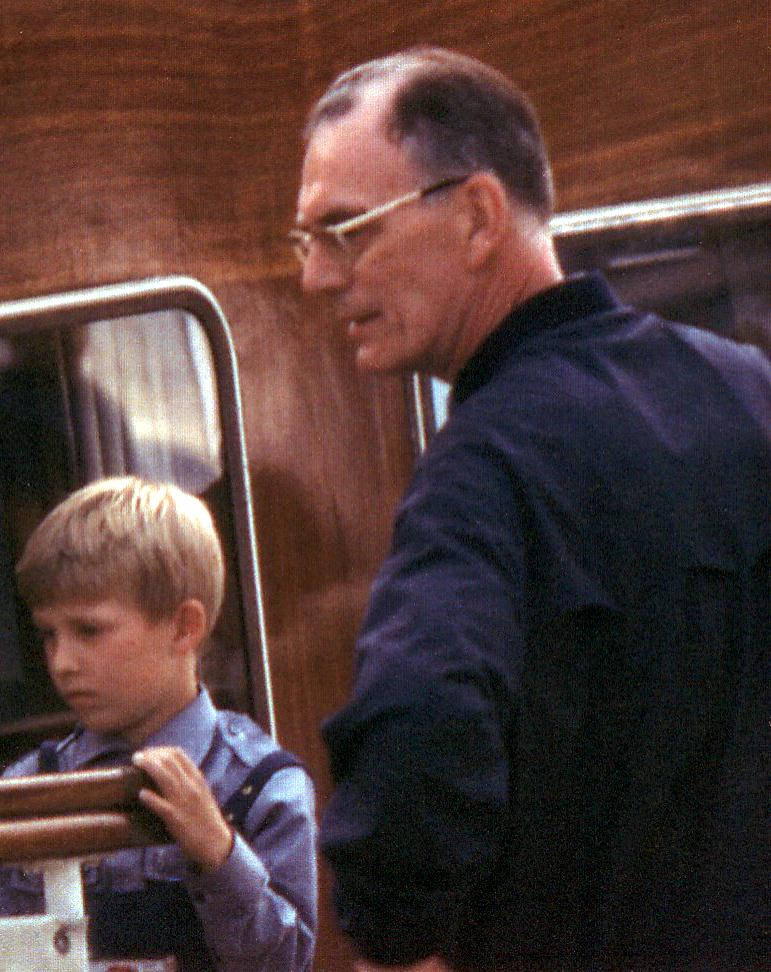
Lennart Bernadotte auf seiner Yacht Stella Polaris mit Enkelsohn Friedrich Lennart Straehl (1965)

Gustaf Lennart Nicolaus Paul Bernadotte, Graf von Wisborg (* 8. Mai 1909 in Stockholm; † 21. Dezember 2004 auf der Insel Mainau) war ein schwedisch-geborener Prinz und später luxemburgischer Adliger. Seine bedeutendste Leistung bestand im Umbau der Insel Mainau im Bodensee in ein Blumenparadies, das jährlich von über einer Million Touristen besucht wird.
Weniger bekannt ist, dass durch ihn die amateurhaften 16-mm-Filmaufnahmen Thor Heyerdahls mit erheblichem Aufwand auf 35 mm umkopiert wurden. Damit wurde der Weg des Films „Kon-Tiki“ nach Hollywood und zu den Oscars vorbereitet.

## Leben
Lennart Bernadotte war der einzige Sohn von Prinz Wilhelm von Schweden und Großfürstin Maria Pawlowna von Russland und damit Enkel von König Gustav V. von Schweden. Seine Eltern ließen sich 1914, als er fünf Jahre alt war, scheiden. Deshalb wurde Lennart als „Erbfürst von Schweden und Herzog von Småland“ weitgehend von seiner Großmutter Königin Victoria von Schweden erzogen. Er war auch ein Urenkel des russischen Zaren Alexander II.

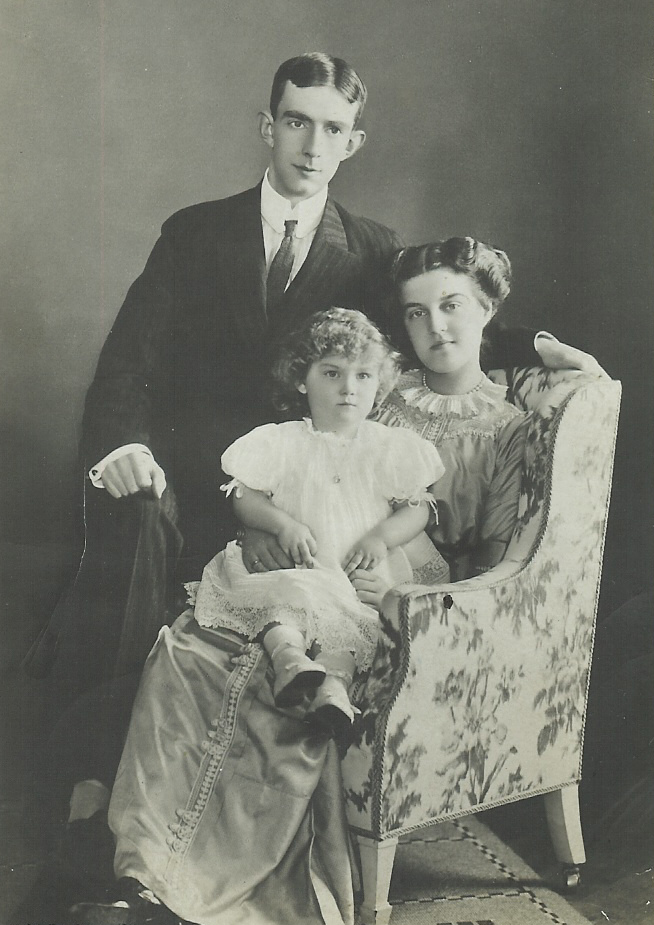
Lennart Bernadotte mit Eltern

Am 20. Februar 1932 vermählte sich der damalige Prinz Lennart von Schweden in London mit der bürgerlichen Fabrikantentochter Karin Nissvandt (1911–1991). Wegen dieser Ehe verzichtete er durch Austritt aus dem Königshaus auf eine mögliche Thronfolge.
Sein Vater, Prinz Wilhelm von Schweden, erbte von seiner Mutter, der schwedischen Königin Viktoria († 1930), einer gebürtigen Prinzessin von Baden, die Insel Mainau im Bodensee, hatte jedoch keine Verwendung für diese. Die Parkanlagen Friedrichs I. von Baden waren damals verwildert. Lennart Bernadotte ließ die Insel Mainau zu einem touristisch nutzbaren Park ausbauen.
Den Zweiten Weltkrieg verbrachte Lennart mit seiner Familie in Schweden und begann dort eine Karriere als Fotograf. Seine Fotografien, besonders im Makrobereich, werden in vielen Ausstellungen gezeigt. Seinen Lebensunterhalt verdiente er als Herausgeber der Zeitschrift „Foto“ und als Filmproduzent. 1951 produzierte seine „Artfilm“ den Dokumentarfilm über Thor Heyerdahls Pazifik-Überquerung mit dem Floß „Kon-Tiki“ und erhielt zwei Oscars.

Nach Kriegsende kehrte er auf die Mainau zurück. Auf Anregung zweier Ärzte aus Lindau organisierte er 1951 erstmals das Treffen mit Nobelpreisträgern in Lindau.

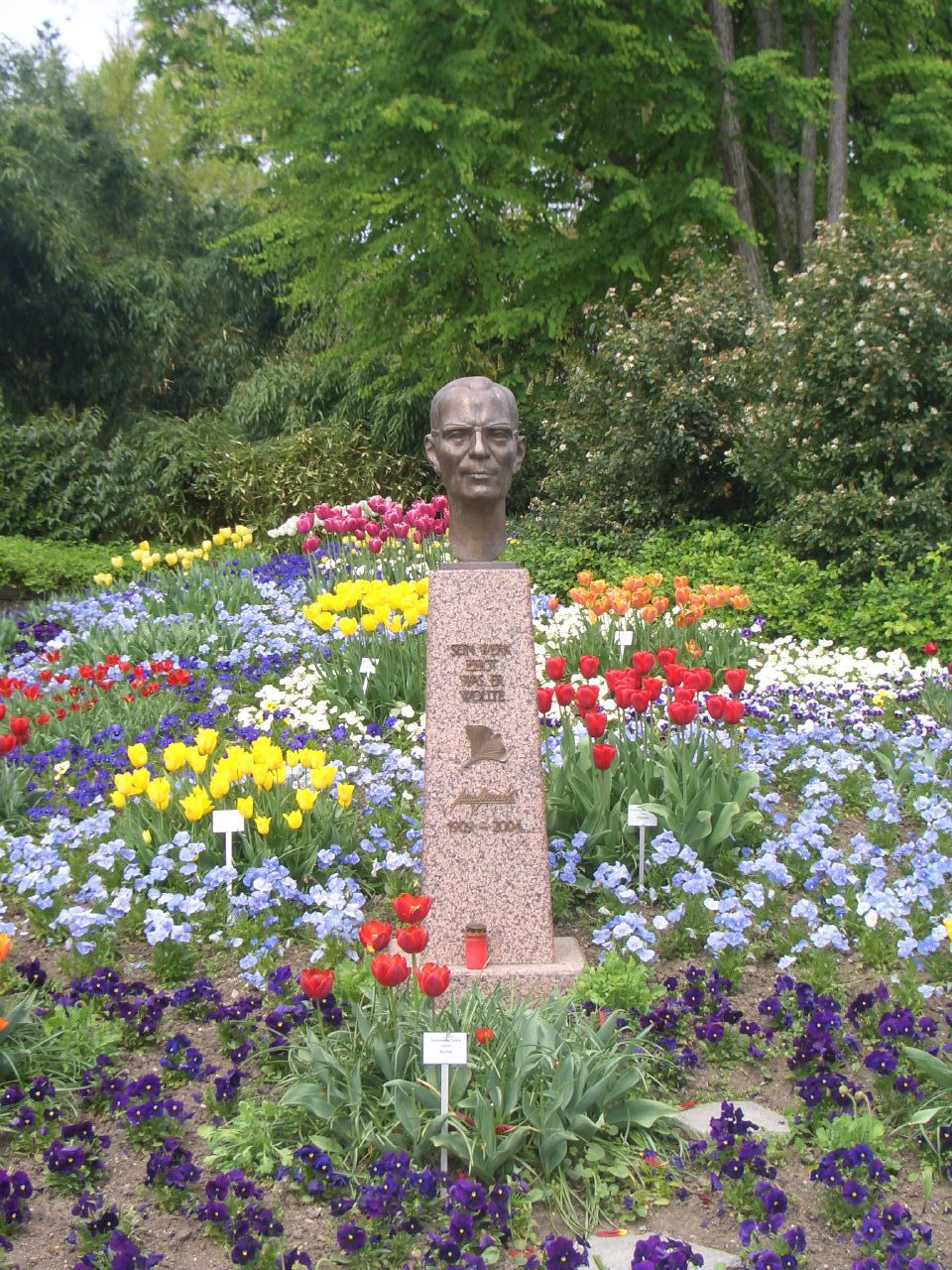
Lennart Bernadotte, Denkmal auf der Insel Mainau

 1951 erhielt er als Lennart Prince Bernadotte von seiner Tante, Großherzogin Charlotte von Luxemburg, den luxemburgischen Titel eines Grafen von Wisborg.
Im Jahre 1955 wurde er Präsident der Deutschen Gartenbau-Gesellschaft. In dieser Funktion rief er 1961 den Wettbewerb „Unser Dorf soll schöner werden“ ins Leben. In der Folge gründete er den Deutschen Rat für Landespflege. Diese Arbeit mündete 1961 in der „Grünen Charta von der Mainau“, die Grundregeln für den Umgang mit der Natur aufzeigt. Später war Bernadotte auch Präsident des Internationalen Kuratoriums des Europa-Preises für Landespflege.
Bernadotte und seine erste Frau Karin Nissvandt hatten vier gemeinsame Kinder. Die Ehe wurde 1971 geschieden. Am 29. April 1972 heiratete er die 35 Jahre jüngere Sonja Haunz (1944–2008), seine persönliche Assistentin. Dieser Ehe entstammen fünf Kinder.
Am 11. November 2004, wenige Wochen vor seinem Tod, hatte er seinen letzten öffentlichen Auftritt, als seine Frau zum Fastnachtsauftakt den närrischen Ehrentitel „Burgherrin“ der „Großen Konstanzer Narrengesellschaft Niederburg von 1884“ erhielt. Die Feierlichkeit wurde vom SWR Fernsehen übertragen.
Lennart Bernadotte war lange lungenkrank und in seinen letzten Jahren häufig auf Rollstuhl oder Elektromobil angewiesen. Er starb am 21. Dezember 2004 im Alter von 95 Jahren in seinem Schloss auf der Insel Mainau und wurde in aller Stille in der Gruft der Schlosskirche der Insel beigesetzt; eine Trauerfeier fand später statt.

## Wappen

Lennarts Wappen als Prinz von Schweden
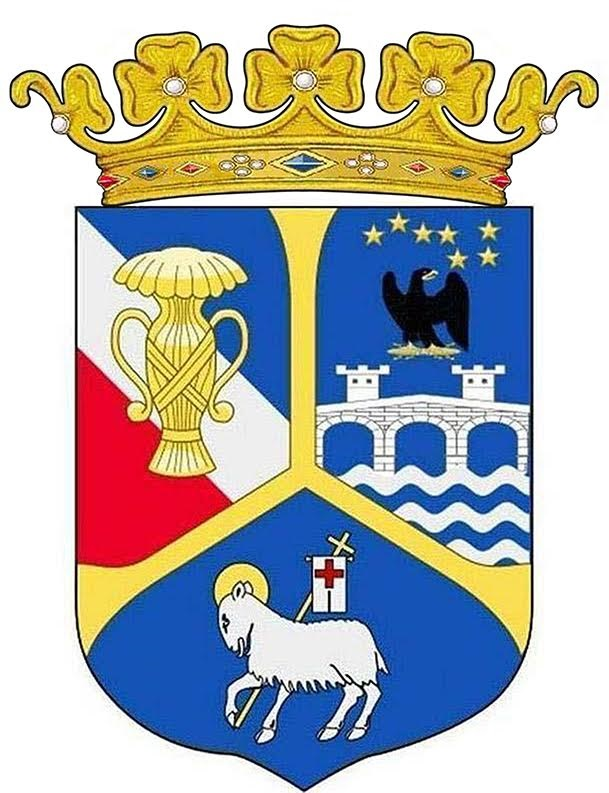
Prinz Lennart Bernadotte im Adelsstand von Luxemburg
Die Grafen von Wisborg

## Nachkommen

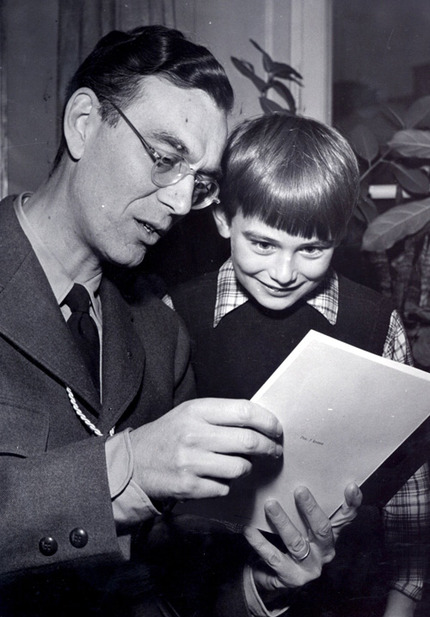
Lennart Bernadotte mit seinem Sohn Jan (1950)

### Nachkommen aus der ersten Ehe mit Karin Nissvandt
- Birgitta Bernadotte (* 3. Mai 1933 in Stockholm [6]), verheiratet seit 1955 mit Friedrich Otto Straehl (* 20. November 1922, † 13. September 2011). Sie haben fünf gemeinsame Kinder.
- Maria Lovisa Birgitta Bernadotte (* 6. November 1935 in Stockholm, † 24. Mai 1988 in Konstanz [6]), verheiratet ab 1956 mit Rudolf Adolf Kautz (* 1930). Mit ihm hatte sie drei Kinder.
- Jan Bernadotte (Carl Johan Gustaf Wilhelm,[7] * 9. Januar 1941 in Stockholm[6], † 1. September 2021[8]), verheiratet
 1. von 1965 bis 1967 mit Gunilla Stampe (* 1941),
 2. von 1967 bis 1970 mit Anna Skarne (* 1944),
 3. von 1972 bis 1974 mit Annegret Thomssen (* 1938),
 4. von 1974 bis 1987 mit Maritta Berg (* 1953),
 5. ab 2004 mit Christiane Grandmontagne (* 1944).
 Aus den Ehen gingen vier Kinder hervor.Bernadotte mit seiner Verlobten Karin Nissvandt (1932)

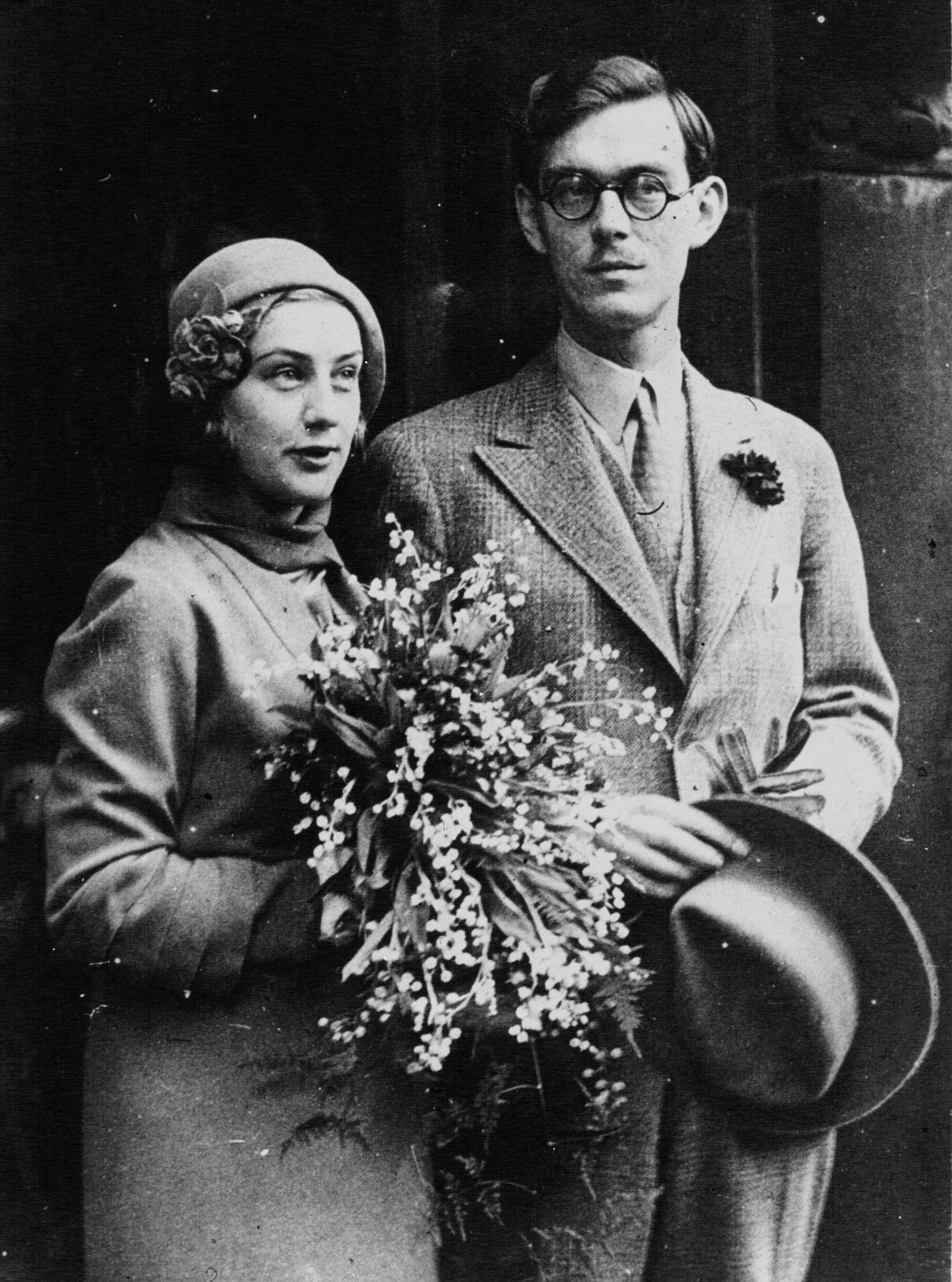
Bernadotte mit seiner Verlobten Karin Nissvandt (1932)

- Karin-Cecilie Bernadotte (* 9. April 1944 in Stockholm[6]), verheiratet von 1967 bis 1974 mit Hans Jörg Baenkler (* 1939).

### Nachkommen aus der zweiten Ehe mit Sonja Haunz
- Bettina Bernadotte (* 12. März 1974 in Scherzingen), Geschäftsführerin der Mainau GmbH, ist seit 2004 mit Philipp Haug (* 1973) verheiratet. Sie haben drei gemeinsame Kinder.[9]
- Björn Wilhelm Bernadotte (* 13. Juni 1975 in Scherzingen), Geschäftsführer der Lennart-Bernadotte-Stiftung. Er ist seit 7. Mai 2009 mit Sandra Angerer (* 1977) verheiratet, von der er sich 2018 getrennt hat.
- Catherina Ruffing-Bernadotte (* 11. April 1977 in Scherzingen), Landschaftsarchitektin, ist seit 2007 mit Romuald Ruffing (* 1966) verheiratet. Dieser war von 2007 bis 2008 Leiter des Controllings der Bodenseeinsel Mainau.[10]
- Christian Wolfgang Bernadotte (* 24. Mai 1979 in Scherzingen) ist seit dem 22. Mai 2010 mit der Krankenschwester Christine Stoltmann (* 1977) verheiratet.[11] Er hat mit seiner Ehefrau einen gemeinsamen Sohn.[12]
- Diana Bernadotte (* 18. April 1982 in Scherzingen), Hutmacherin, war von 2003 bis 2007 mit Bernd Grawe (* 1966), Schornsteinfeger, verheiratet; sie haben eine gemeinsame Tochter. 2010 bekam sie einen Sohn.[13]

## Orden, Ehrungen und Auszeichnungen
- 1909: Ritter des Ordens Karls XIII. (durch Geburt, verloren nach dem Austritt aus dem Königshaus 1932)
- 1909: Königlicher Seraphinenorden, verloren durch die Heirat 1932
- 1909: Großkreuz des schwedischen Nordsternordens (durch Geburt, nicht verloren nach dem Austritt aus dem Königshaus)
- 1951: Wasaorden, 5. Klasse
- 1952: Oscarpreisträger der Academy of Motion Picture Arts and Sciences, Beverly Hills
- 1958: Großes Verdienstkreuz mit Stern und Schulterband des Verdienstordens der Bundesrepublik Deutschland
- 1960: Goldener Bürgerring der Stadt Lindau am Bodensee
- 1964: Ehrensenator der TH Hannover
- 1968: Bayerischer Verdienstorden
- 1968: Freiherr-vom-Stein-Medaille in Gold
- 1970: Großkreuz des Ordens der Weißen Rose von Finnland
- 1970: Albert-Schweitzer-Medaille[14] in Gold
- 1979: Verdienstmedaille des Landes Baden-Württemberg
- 1979: Ehrenring der Stadt Konstanz
- 1979: Ehrendoktor der Agrarwissenschaften der Universität Hohenheim
- 1979: Ehrenbürger der Stadt Lindau am Bodensee
- 1979: Deutsche Umweltmedaille
- 1989: Ehrenprofessor des Landes Baden-Württemberg
- 1989: Ehrendoktor der Landwirtschaftswissenschaftlichen Fakultät der Universität Uppsala in Schweden
- 1992: Staatsmedaille in Gold des Freistaates Bayern
- 1992: Dr.-Wilhelm-Siekmann-Medaille in Silber des Deutschen Familienverbandes Baden-Württemberg
- 1999: Ehrenbürgerrecht der Stadt Konstanz

## Lennart-Bernadotte-Stiftung
Damit das große, traditionsreiche Werk „Insel Mainau“ für alle Zukunft gesichert bleibt, gründeten Lennart Graf Bernadotte und seine Frau Sonja Gräfin Bernadotte 1974 die Lennart-Bernadotte-Stiftung mit Sitz auf der Mainau. Sie wählten die Form einer privatrechtlichen Stiftung mit eigener Rechtspersönlichkeit, die ausschließlich und unmittelbar gemeinnützige Zwecke verfolgt.

## Verschiedenes
Der Künstler Peter Lenk griff die große Kinderzahl Bernadottes auf und porträtierte ihn 2001 mit einer Statue, die auf einer Säule des „Jungbrunnens“ im Seepark Linzgau in Pfullendorf steht und Bernadotte als „Schmetterlingskönig“ (eine Mischung aus nacktem Mann und Schmetterling) mit riesigem Rüssel zwischen den Beinen zeigt.
Anlässlich seines 100. Geburtsjahres begann am 20. März 2009 die Mainau die neue Saison unter dem Motto 100 Jahre Lennart Bernadotte. Bei der Eröffnungsfeier auf der Mainau am 19. März tauften Bettina Gräfin Bernadotte und ihr Bruder Björn eine Paphiopedilum-Hybride in «Graf-Lennart-Orchidee».

## Literatur

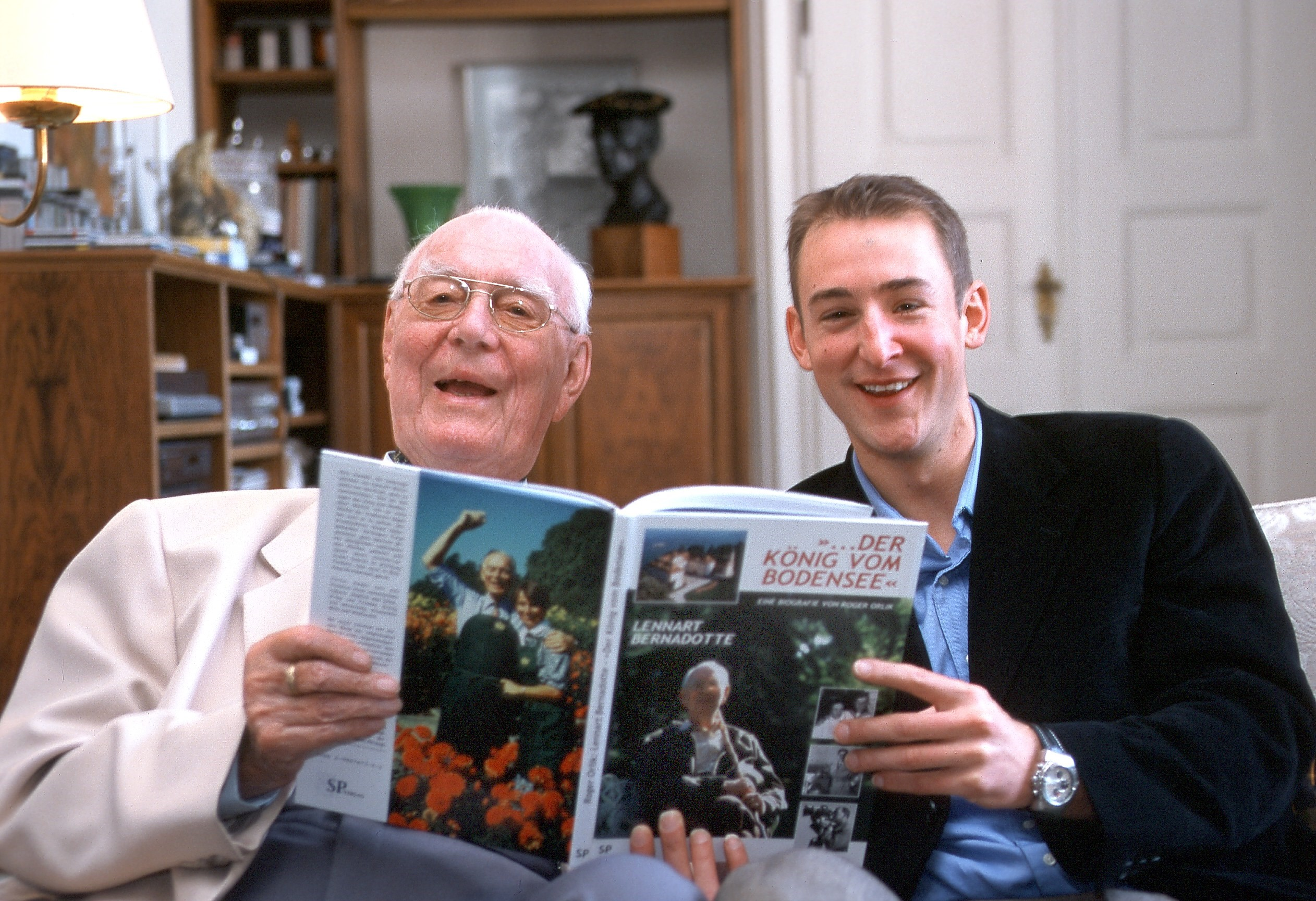
Graf Lennart Bernadotte mit Biograf Roger Orlik (2002)

## Filme
- Der junge Graf und seine Schwestern. Die Bernadottes auf der Insel Mainau. Dokumentarfilm, Deutschland, Schweiz, 2011, 51 Min., Buch und Regie: Andrea Maria Pfalzgraf Aebischer, Produktion: SRF, Erstsendung: 5. Januar 2012 bei SF 1, Ankündigung in der Stuttgarter Zeitung, online-Video im SRF.
- Die Bernadottes und die Mainau – Das Vermächtnis des Grafen. Dokumentarfilm, Deutschland, 2014, 89:43 Min., Buch und Regie: Christopher Paul, Produktion: SWR, Erstsendung: 30. Dezember 2014 bei SWR, Inhaltsangabe von ARD, online-Video aufrufbar bis 1. Mai 2019.